# 東京圈輸送管理系統
東京圈輸送管理系統（日语：東京圏輸送管理システム，簡稱）是東日本旅客鐵道（JR東日本）在首都圈各路線引進的列車運行管理系統（PTC），以協助管理及控制列車運行狀況。按英文的字義，正式名稱是自律分散型列車運行管理系統。ATOS由JR東日本與日立製作所共同開發，是日本同類系統中規模最大的。ATOS最先於1996年在中央本線東京至甲府段使用，其他路線隨後亦逐漸引進此系統，至2017年已覆蓋JR東日本連接首都圈的主要路線，並正增加覆蓋至其他路線，同時JR東日本亦開始大規模更新ATOS的設備。
ATOS由三大部分組成：線區共通中央裝置、線區別中央裝置及車站裝置。線區共通中央裝置主要負責管理整個系統，包括系統監控、計劃運行圖管理及旅客指令管理；線區別中央裝置則管理路線的實際運行圖、進路管理及運行指令管理；車站裝置管理車站相關設施，例如系統終端、電子連動裝置、月台行車資訊顯示及ATOS式月台自動廣播，自動廣播配音由聲優津田英治（初期型及常磐型）、田中一永（宇都宮形）及向山佳比子提供。此外，非ATOS線區部分車站更新進路控制系統同時引入ATOS式月台行車資訊顯示及月台自動廣播，例如東北本線仙台站及內房線木更津站。

## 機能

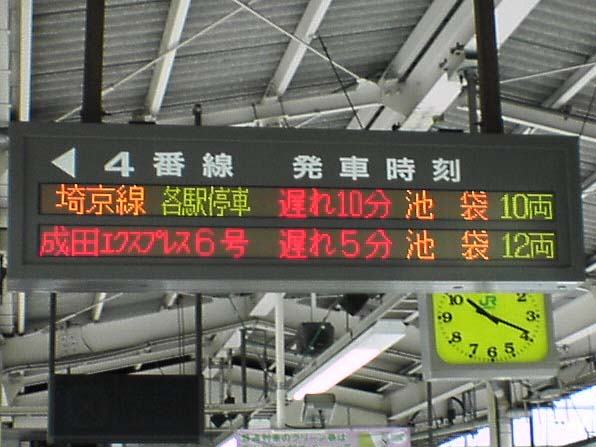
ATOS能協助列車班次顯示板顯示延誤資訊（新宿站）

- 運行管理機能
- 運轉整理機能
- 車站進路控制機能
- 車站旅客案内機能
- 車輛維修（日语：保守作業）管理機能

## 引入的路線

### 已引入路線
已經引入ATOS的路段如下。此表內山手線、京濱東北·根岸線、中央快速線、中央·總武緩行線、五日市線、埼京·川越線、南武線、武藏野線、橫濱線、京葉線已經全線引入。
| 所屬           | 路線                               | 引入路段                                               | 引入日         |
| -------------- | ---------------------------------- | ------------------------------------------------------ | -------------- |
| 中央方面指令   | 中央線快速                         | 東京站－高尾站                                         | 1996年12月14日 |
| 中央方面指令   | ■中央線（甲府地區）                | 高尾站－甲府站                                         | 1996年12月14日 |
| 中央方面指令   | 中央·總武線各站停車                | 三鷹站－御茶之水站                                     | 1996年12月14日 |
| 中央方面指令   | 中央·總武線各站停車                | 御茶之水站－千葉站                                     | 1999年5月29日  |
| 中央方面指令   | 青梅線                             | 立川站－青梅站                                         | 2016年12月4日  |
| 中央方面指令   | 五日市線                           | 拜島站－武藏五日市站                                   | 2016年12月4日  |
| E電方面指令    | 山手線                             | 全線                                                   | 1998年7月4日   |
| E電方面指令    | 京濱東北·根岸線                    | 大宮站－橫濱站－大船站                                 | 1998年7月4日   |
| E電方面指令    | ■山手貨物線 （湘南新宿線、埼京線） | 目黑川信號場－池袋站 蛇窪信號場－大崎站                | 2005年7月31日  |
| E電方面指令    | 埼京·川越線                        | 池袋站－大宮站－川越站                                 | 2005年7月31日  |
| E電方面指令    | ■川越線（八高線直通）              | 川越站－武藏高萩站                                     | 2005年7月31日  |
| E電方面指令    | 橫濱線                             | 東神奈川站－八王子站                                   | 2015年7月12日  |
| 東海道方面指令 | 東海道線                           | 東京站－湯河原站                                       | 2001年9月29日  |
| 東海道方面指令 | ■東海道貨物線                      | 新鶴見信號場－小田原站                                 | 2001年9月29日  |
| 東海道方面指令 | 橫須賀·總武線快速                  | 大船站－東京站－津田沼站                               | 2000年9月30日  |
| 東海道方面指令 | 橫須賀·總武線快速                  | 久里濱站－大船站                                       | 2009年11月1日  |
| 東海道方面指令 | 南武線                             | 川崎站－立川站                                         | 2006年3月26日  |
| 東北方面指令   | 宇都宮線（東北線）                 | 上野站－古河站                                         | 2004年12月19日 |
| 東北方面指令   | 宇都宮線（東北線）                 | 古河站－那須鹽原站                                     | 2005年10月16日 |
| 東北方面指令   | ■（）上野東京線                    | 東京站－上野站                                         | 2015年3月14日  |
| 東北方面指令   | ■東北貨物線（湘南新宿線）          | 池袋站－大宮站                                         | 2004年12月19日 |
| 東北方面指令   | 高崎線                             | 大宮站－神保原站                                       | 2004年12月19日 |
| 東北方面指令   | 武藏野線                           | 新鶴見信號場－西船橋站                                 | 2012年1月22日  |
| 東北方面指令   | 京葉線                             | 東京站－蘇我站 市川鹽濱站－西船橋站 西船橋站－南船橋站 | 2016年9月25日  |
| 常磐方面指令   | ■常磐線快速·常磐線                 | 上野站－羽鳥站                                         | 2004年2月14日  |
| 常磐方面指令   | 常磐線各站停車                     | 綾瀨站（站內除外）－取手站                             | 2004年2月14日  |

- 山手貨物線與東北貨物線的分界在ATOS上是池袋站[10]。

## 外部連結
- JR東日本－東京圈輸送管理系統的介紹 （页面存档备份，存于）（日語）
- 日立製作所產品介紹－東京圈輸送管理系統（日語）
- 日立評論（1999年3月號）（日語）
- ATOS, The Future（個人介紹東京圈輸送管理系統的網站） （页面存档备份，存于）（日語）
- oriori -Station館-（東京圈輸送管理系統的廣播）（日語）